# Rostelecom Cup

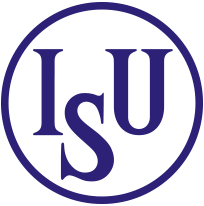
Логотип организатора серии соревнований

«Rostelecom Cup» («Кубок Ростелекома»), прежнее название «Cup of Russia» («Кубок России») — один из этапов серии соревнований Гран-при по фигурному катанию, организуемый Федерацией фигурного катания России совместно с Международным союзом конькобежцев. Лучшие фигуристы мира (по рейтингу ISU) соревнуются в категориях: мужское и женское одиночное катание, парное фигурное катание и танцы на льду. Соревнования проводятся с 1996 года.
С 1996 по 2008 годы турнир назывался «Cup of Russia». В 2009 году турнир был переименован в «Rostelecom Cup», в связи с тем, что генеральным спонсором Федерации фигурного катания на коньках России стала компания «Ростелеком». В 2010 году вернулись к прежнему названию, но с 2011 по 2022 год турнир назывался «Rostelecom Cup».
В 2022 году по решению Международного союза конькобежцев Гран-при России был отменён из-за российского вторжения в Украину. Позже запрет был продлён и на сезон 2023/2024.

## Призёры

### Мужчины
| Год       | Место проведения                                            | Золото                                                      | Серебро                                                     | Бронза                                                      |
| 1996      | Санкт-Петербург                                             | Алексей Урманов                                             | Алексей Ягудин                                              | Майкл Вайс                                                  |
| 1997      | Санкт-Петербург                                             | Алексей Ягудин                                              | Евгений Плющенко                                            | Вячеслав Загороднюк                                         |
| 1998      | Москва                                                      | Алексей Урманов                                             | Евгений Плющенко                                            | Александр Абт                                               |
| 1999      | Санкт-Петербург                                             | Евгений Плющенко                                            | Александр Абт                                               | Го Чжэнсинь                                                 |
| 2000      | Санкт-Петербург                                             | Евгений Плющенко                                            | Илья Климкин                                                | Мэтью Савой                                                 |
| 2001      | Санкт-Петербург                                             | Евгений Плющенко                                            | Роман Серов                                                 | Иван Динев                                                  |
| 2002      | Москва                                                      | Евгений Плющенко                                            | Ли Чэнцзян                                                  | Александр Абт                                               |
| 2003      | Москва                                                      | Евгений Плющенко                                            | Ли Чэнцзян                                                  | Фредерик Дамбье                                             |
| 2004      | Москва                                                      | Евгений Плющенко                                            | Джонни Вейр                                                 | Чжан Минь                                                   |
| 2005      | Санкт-Петербург                                             | Евгений Плющенко                                            | Стефан Ламбьель                                             | Джонни Вейр                                                 |
| 2006      | Москва                                                      | Бриан Жубер                                                 | Джонни Вейр                                                 | Илья Климкин                                                |
| 2007      | Москва                                                      | Джонни Вейр                                                 | Стефан Ламбьель                                             | Андрей Грязев                                               |
| 2008      | Москва                                                      | Бриан Жубер                                                 | Томаш Вернер                                                | Албан Пробер                                                |
| 2009      | Москва                                                      | Евгений Плющенко                                            | Такахико Кодзука                                            | Артём Бородулин                                             |
| 2010      | Москва                                                      | Томаш Вернер                                                | Патрик Чан                                                  | Джереми Эббот                                               |
| 2011      | Москва                                                      | Юдзуру Ханю                                                 | Хавьер Фернандес                                            | Джереми Эббот                                               |
| 2012      | Москва                                                      | Патрик Чан                                                  | Такахико Кодзука                                            | Михал Бжезина                                               |
| 2013      | Москва                                                      | Тацуки Матида                                               | Максим Ковтун                                               | Хавьер Фернандес                                            |
| 2014      | Москва                                                      | Хавьер Фернандес                                            | Сергей Воронов                                              | Михал Бржезина                                              |
| 2015      | Москва                                                      | Хавьер Фернандес                                            | Адьян Питкеев                                               | Росс Майнер                                                 |
| 2016      | Москва                                                      | Хавьер Фернандес                                            | Сёма Уно                                                    | Алексей Быченко                                             |
| 2017      | Москва                                                      | Нэтан Чен                                                   | Юдзуру Ханю                                                 | Михаил Коляда                                               |
| 2018      | Москва                                                      | Юдзуру Ханю                                                 | Морис Квителашвили                                          | Кадзуки Томоно                                              |
| 2019      | Москва                                                      | Александр Самарин                                           | Дмитрий Алиев                                               | Макар Игнатов                                               |
| 2020      | Москва                                                      | Михаил Коляда                                               | Морис Квителашвили                                          | Пётр Гуменник                                               |
| 2021      | Сочи                                                        | Морис Квителашвили                                          | Михаил Коляда                                               | Кадзуки Томоно                                              |
| 2022—2024 | Этапы не проводились по причине вторжения России на Украину | Этапы не проводились по причине вторжения России на Украину | Этапы не проводились по причине вторжения России на Украину | Этапы не проводились по причине вторжения России на Украину |

### Женщины
| Год       | Место проведения                                            | Золото                                                      | Серебро                                                     | Бронза                                                      |
| 1996      | Санкт-Петербург                                             | Ирина Слуцкая                                               | Юлия Лаутова                                                | Ольга Маркова                                               |
| 1997      | Санкт-Петербург                                             | Ирина Слуцкая                                               | Ольга Маркова                                               | Сурия Бонали                                                |
| 1998      | Москва                                                      | Елена Соколова                                              | Юлия Солдатова                                              | Ирина Слуцкая                                               |
| 1999      | Санкт-Петербург                                             | Ирина Слуцкая                                               | Юлия Солдатова                                              | Елена Соколова                                              |
| 2000      | Санкт-Петербург                                             | Ирина Слуцкая                                               | Елена Соколова                                              | Сара Хьюз                                                   |
| 2001      | Санкт-Петербург                                             | Ирина Слуцкая                                               | Виктория Волчкова                                           | Анжела Никодинов                                            |
| 2002      | Москва                                                      | Виктория Волчкова                                           | Саша Коэн                                                   | Ирина Слуцкая                                               |
| 2003      | Москва                                                      | Елена Ляшенко                                               | Каролина Костнер                                            | Галина Маняченко                                            |
| 2004      | Москва                                                      | Ирина Слуцкая                                               | Сидзука Аракава                                             | Юлия Шебештьен                                              |
| 2005      | Санкт-Петербург                                             | Ирина Слуцкая                                               | Мики Андо                                                   | Ёсиэ Онда                                                   |
| 2006      | Москва                                                      | Сара Майер                                                  | Юлия Шебештьен                                              | Ёсиэ Онда                                                   |
| 2007      | Москва                                                      | Ким Ён А                                                    | Юкари Накано                                                | Джоанни Рошетт                                              |
| 2008      | Москва                                                      | Каролина Костнер                                            | Рэйчел Флатт                                                | Фумиэ Сугури                                                |
| 2009      | Москва                                                      | Мики Андо                                                   | Эшли Вагнер                                                 | Алёна Леонова                                               |
| 2010      | Москва                                                      | Мики Андо                                                   | Акико Судзуки                                               | Эшли Вагнер                                                 |
| 2011      | Москва                                                      | Мао Асада                                                   | Алёна Леонова                                               | Аделина Сотникова                                           |
| 2012      | Москва                                                      | Кира Корпи                                                  | Грейси Голд                                                 | Агнес Завадски                                              |
| 2013      | Москва                                                      | Юлия Липницкая                                              | Каролина Костнер                                            | Мирай Нагасу                                                |
| 2014      | Москва                                                      | Рика Хонго                                                  | Анна Погорилая                                              | Ален Шартран                                                |
| 2015      | Москва                                                      | Елена Радионова                                             | Евгения Медведева                                           | Аделина Сотникова                                           |
| 2016      | Москва                                                      | Анна Погорилая                                              | Елена Радионова                                             | Кортни Хикс                                                 |
| 2017      | Москва                                                      | Евгения Медведева                                           | Каролина Костнер                                            | Вакаба Хигучи                                               |
| 2018      | Москва                                                      | Алина Загитова                                              | Софья Самодурова                                            | Лим Ын Су                                                   |
| 2019      | Москва                                                      | Александра Трусова                                          | Евгения Медведева                                           | Мэрайя Белл                                                 |
| 2020      | Москва                                                      | Елизавета Туктамышева                                       | Алёна Косторная                                             | Анастасия Гулякова                                          |
| 2021      | Сочи                                                        | Камила Валиева                                              | Елизавета Туктамышева                                       | Майя Хромых                                                 |
| 2022—2024 | Этапы не проводились по причине вторжения России на Украину | Этапы не проводились по причине вторжения России на Украину | Этапы не проводились по причине вторжения России на Украину | Этапы не проводились по причине вторжения России на Украину |

### Парное катание
| Год       | Место проведения                                            | Золото                                                      | Серебро                                                     | Бронза                                                      |
| 1996      | Санкт-Петербург                                             | Манди Вётцель / Инго Штойер                                 | Марина Ельцова / Андрей Бушков                              | Оксана Казакова / Артур Дмитриев                            |
| 1997      | Санкт-Петербург                                             | Марина Ельцова / Андрей Бушков                              | Евгения Шишкова / Вадим Наумов                              | Мари-Клод Сэвард-Ганьон / Люк Браде                         |
| 1998      | Москва                                                      | Елена Бережная / Антон Сихарулидзе                          | Шэнь Сюэ / Чжао Хунбо                                       | Кёко Ина / Джон Циммерман                                   |
| 1999      | Санкт-Петербург                                             | Мария Петрова / Алексей Тихонов                             | Шэнь Сюэ / Чжао Хунбо                                       | Татьяна Тотьмянина / Максим Маринин                         |
| 2000      | Санкт-Петербург                                             | Елена Бережная / Антон Сихарулидзе                          | Шэнь Сюэ / Чжао Хунбо                                       | Дорота Загорска / Мариуш Сюдек                              |
| 2001      | Санкт-Петербург                                             | Елена Бережная / Антон Сихарулидзе                          | Мария Петрова / Алексей Тихонов                             | Сара Абитболь / Стефан Бернади                              |
| 2002      | Москва                                                      | Шэнь Сюэ / Чжао Хунбо                                       | Мария Петрова / Алексей Тихонов                             | Юлия Обертас / Сергей Славнов                               |
| 2003      | Москва                                                      | Татьяна Тотьмянина / Максим Маринин                         | Пан Цин / Тун Цзянь                                         | Чжан Дань / Чжан Хао                                        |
| 2004      | Москва                                                      | Чжан Дань / Чжан Хао                                        | Юлия Обертас / Сергей Славнов                               | Алёна Савченко / Робин Шолковы                              |
| 2005      | Санкт-Петербург                                             | Татьяна Тотьмянина / Максим Маринин                         | Юлия Обертас / Сергей Славнов                               | Дорота Загорска / Мариуш Сюдек                              |
| 2006      | Москва                                                      | Алёна Савченко / Робин Шолковы                              | Мария Петрова / Алексей Тихонов                             | Юко Кавагути / Александр Смирнов                            |
| 2007      | Москва                                                      | Чжан Дань / Чжан Хао                                        | Алёна Савченко / Робин Шолковы                              | Юко Кавагути / Александр Смирнов                            |
| 2008      | Москва                                                      | Чжан Дань / Чжан Хао                                        | Юко Кавагути / Александр Смирнов                            | Татьяна Волосожар / Станислав Морозов                       |
| 2009      | Москва                                                      | Пан Цин / Тун Цзянь                                         | Юко Кавагути / Александр Смирнов                            | Кеана Маклафлин / Рокни Брубейкер                           |
| 2010      | Москва                                                      | Юко Кавагути / Александр Смирнов                            | Наруми Такахаси / Мервин Тран                               | Аманда Эвора / Марк Ладвиг                                  |
| 2011      | Москва                                                      | Алёна Савченко / Робин Шолковы                              | Юко Кавагути / Александр Смирнов                            | Стефания Бертон / Ондржей Готарек                           |
| 2012      | Москва                                                      | Татьяна Волосожар / Максим Траньков                         | Вера Базарова / Юрий Ларионов                               | Кейди Денни / Джон Кафлин                                   |
| 2013      | Москва                                                      | Алёна Савченко / Робин Шолковы                              | Вера Базарова / Юрий Ларионов                               | Кирстен Мур-Тауэрс / Дилан Москович                         |
| 2014      | Москва                                                      | Ксения Столбова / Фёдор Климов                              | Евгения Тарасова / Владимир Морозов                         | Кристина Астахова / Алексей Рогонов                         |
| 2015      | Москва                                                      | Ксения Столбова / Фёдор Климов                              | Юко Кавагути / Александр Смирнов                            | Пэн Чэн / Чжан Хао                                          |
| 2016      | Москва                                                      | Алёна Савченко / Бруно Массо                                | Наталья Забияко / Александр Энберт                          | Кристина Астахова / Алексей Рогонов                         |
| 2017      | Москва                                                      | Евгения Тарасова / Владимир Морозов                         | Ксения Столбова / Фёдор Климов                              | Кристина Астахова / Алексей Рогонов                         |
| 2018      | Москва                                                      | Евгения Тарасова / Владимир Морозов                         | Николь Делла Моника / Маттео Гуаризе                        | Дарья Павлюченко / Денис Ходыкин                            |
| 2019      | Москва                                                      | Александра Бойкова / Дмитрий Козловский                     | Евгения Тарасова / Владимир Морозов                         | Минерва Фабьен Хазе / Нолан Зегерт                          |
| 2020      | Москва                                                      | Александра Бойкова / Дмитрий Козловский                     | Анастасия Мишина / Александр Галлямов                       | Аполлинария Панфилова / Дмитрий Рылов                       |
| 2021      | Сочи                                                        | Анастасия Мишина / Александр Галлямов                       | Дарья Павлюченко / Денис Ходыкин                            | Ясмина Кадырова / Иван Бальченко                            |
| 2022—2024 | Этапы не проводились по причине вторжения России на Украину | Этапы не проводились по причине вторжения России на Украину | Этапы не проводились по причине вторжения России на Украину | Этапы не проводились по причине вторжения России на Украину |

### Танцы на льду
| Год       | Место проведения                                            | Золото                                                      | Серебро                                                     | Бронза                                                      |
| 1996      | Санкт-Петербург                                             | Анжелика Крылова / Олег Овсянников                          | Ирина Лобачёва / Илья Авербух                               | Элизабет Пансалан / Джерод Своллоу                          |
| 1997      | Санкт-Петербург                                             | Анжелика Крылова / Олег Овсянников                          | Ирина Лобачёва / Илья Авербух                               | Татьяна Навка / Николай Морозов                             |
| 1998      | Москва                                                      | Анжелика Крылова / Олег Овсянников                          | Ирина Лобачёва / Илья Авербух                               | Татьяна Навка / Роман Костомаров                            |
| 1999      | Санкт-Петербург                                             | Барбара Фузар-Поли / Маурицио Маргальо                      | Ше-Линн Бурн / Виктор Краатц                                | Сильвия Новак / Себастьян Коласински                        |
| 2000      | Санкт-Петербург                                             | Барбара Фузар-Поли / Маурицио Маргальо                      | Ирина Лобачёва / Илья Авербух                               | Галит Хайт / Сергей Сахновский                              |
| 2001      | Санкт-Петербург                                             | Барбара Фузар-Поли / Маурицио Маргальо                      | Галит Хайт / Сергей Сахновский                              | Елена Грушина / Руслан Гончаров                             |
| 2002      | Москва                                                      | Ирина Лобачёва / Илья Авербух                               | Татьяна Навка / Роман Костомаров                            | Албена Денкова / Максим Ставицкий                           |
| 2003      | Москва                                                      | Татьяна Навка / Роман Костомаров                            | Танит Белбин / Бенжамин Агосто                              | Галит Хайт / Сергей Сахновский                              |
| 2004      | Москва                                                      | Татьяна Навка / Роман Костомаров                            | Елена Грушина / Руслан Гончаров                             | Федерика Файелла / Массимо Скали                            |
| 2005      | Санкт-Петербург                                             | Татьяна Навка / Роман Костомаров                            | Галит Хайт / Сергей Сахновский                              | Оксана Домнина / Максим Шабалин                             |
| 2006      | Москва                                                      | Танит Белбин / Бенжамин Агосто                              | Оксана Домнина / Максим Шабалин                             | Изабель Делобель / Оливье Шонфельдер                        |
| 2007      | Москва                                                      | Оксана Домнина / Максим Шабалин                             | Натали Пешала / Фабьян Бурза                                | Анна Задорожнюк / Сергей Вербилло                           |
| 2008      | Москва                                                      | Яна Хохлова / Сергей Новицкий                               | Оксана Домнина / Максим Шабалин                             | Мерил Девис / Чарли Уайт                                    |
| 2009      | Москва                                                      | Мэрил Дэвис / Чарли Уайт                                    | Анна Каппеллини / Лука Ланотте                              | Екатерина Рублёва / Иван Шефер                              |
| 2010      | Москва                                                      | Екатерина Боброва / Дмитрий Соловьёв                        | Нора Хоффман / Максим Завозин                               | Елена Ильиных / Никита Кацалапов                            |
| 2011      | Москва                                                      | Мэрил Дэвис / Чарли Уайт                                    | Кэйтлин Уивер / Эндрю Поже                                  | Екатерина Боброва / Дмитрий Соловьёв                        |
| 2012      | Москва                                                      | Тесса Вертью / Скотт Мойр                                   | Елена Ильиных / Никита Кацалапов                            | Виктория Синицина / Руслан Жиганшин                         |
| 2013      | Москва                                                      | Екатерина Боброва / Дмитрий Соловьёв                        | Кэйтлин Уивер / Эндрю Поже                                  | Мэдисон Чок / Эван Бейтс                                    |
| 2014      | Москва                                                      | Мэдисон Чок / Эван Бейтс                                    | Елена Ильиных / Руслан Жиганшин                             | Пенни Кумс / Николас Бакленд                                |
| 2015      | Москва                                                      | Кэйтлин Уивер / Эндрю Поже                                  | Анна Каппеллини / Лука Ланотте                              | Виктория Синицина / Никита Кацалапов                        |
| 2016      | Москва                                                      | Екатерина Боброва / Дмитрий Соловьёв                        | Мэдисон Чок / Эван Бейтс                                    | Кэйтлин Уивер / Эндрю Поже                                  |
| 2017      | Москва                                                      | Майя Шибутани / Алекс Шибутани                              | Екатерина Боброва / Дмитрий Соловьёв                        | Александра Степанова / Иван Букин                           |
| 2018      | Москва                                                      | Александра Степанова / Иван Букин                           | Сара Уртадо / Кирилл Халявин                                | Кристина Каррейра / Энтони Пономаренко                      |
| 2019      | Москва                                                      | Виктория Синицина / Никита Кацалапов                        | Пайпер Гиллес / Поль Пуарье                                 | Сара Уртадо / Кирилл Халявин                                |
| 2020      | Москва                                                      | Виктория Синицина / Никита Кацалапов                        | Тиффани Загорски / Джонатан Гурейро                         | Анастасия Скопцова / Кирилл Алёшин                          |
| 2021      | Сочи                                                        | Виктория Синицина / Никита Кацалапов                        | Шарлен Гиньяр / Марко Фаббри                                | Лоранс Фурнье-Бодри / Николай Сёренсен                      |
| 2022—2024 | Этапы не проводились по причине вторжения России на Украину | Этапы не проводились по причине вторжения России на Украину | Этапы не проводились по причине вторжения России на Украину | Этапы не проводились по причине вторжения России на Украину |